# Юзеф Чех
Юзеф Чех (пол. Józef Czech, 1762 (11) листопада 12, Краків — 24 листопада 1810 (стар. ст.), Крем'янець) — польський вчений-математик, освітній діяч. Перший директор Волинської гімназії в Крем'янці з часу її відкриття.

## Короткий життєпис
Народився у сім'ї Яна та його дружини Терези (Ядвіґи?) з Савіньських Чехів. Навчався в Ягеллонському університеті. 7 жовтня 1780 року став магістром. Працював учителем в Любліні, Плоцьку, Кракові. Одним з його учнів був молодший брат Яна Сьнядецького (який звернув увагу на його здібності) Єнджей. На пропозицію Я. Сьнядецького 10 червня 1791 року був призначений на посаду «субститута обсерваторії». Допомагав Я. Сьнядецькому в астрономічних спостереженнях.
6 жовтня 1805 року покинув Краків, переїхав до Крем'янця. Виконував обов'язки директора Волинської гімназії, викладав «вищу математику». Намагався переконати Тадеуша Чацького не розвивати гімназію до рівня університету через малу реальність здійснення цього, іноді — протидіяв йому. Роботу в Кременці перервали хвороба, смерть родичів, лікування в Бадені.
Володів латиною, французькою, німецькою. Автор праць з математики.
Дружина — Аполонія Мончиньська, шлюб бл. 1802 року. У 1806 році в них у Крем'янці народився син Юзеф..

## Зауваги
1. ↑  С. Ткачов, В. Ханас називають його у 3-у томі збірника Тернопільський енциклопедичний словник Ян у статті Чех Ян
2. ↑  С. Ткачов, В. Ханас називають у 3-у томі збірника Тернопільський енциклопедичний словник у статті Чех Юзеф його сина Юзефом